# Atule mate
 Atule mate és un peix teleosti de la família dels caràngids i de l'ordre dels perciformes.

## Particularitats
Atule mate és l'única espècie del gènere Atule.

## Morfologia
Pot arribar als 30 cm de llargària total.

## Distribució geogràfica
Es troba des de les costes del Mar Roig i de l'Àfrica oriental fins a les Hawaii, Samoa, Japó, Mar d'Arafura i nord d'Austràlia.